# Argidia aganippe
Argidia aganippe är en fjärilsart som beskrevs av Felder 1874. Argidia aganippe ingår i släktet Argidia och familjen nattflyn. Inga underarter finns listade i Catalogue of Life.